# 麥當勞工讀生疑遭主管性侵事件
2024年，台灣台北市一名17歲少女在麥當勞分店打工期間，疑遭主管利用排班權力多次性侵，離職後向警方報案，並向麥當勞提出性騷擾申訴，麥當勞調查後解雇被申訴人。近半年後其家屬表示，少女因被性侵導致憂鬱症輕生。事件揭露後，引發社會輿論對職場性騷擾處理機制及雇主責任的高度關注。

## 事件經過
少女家屬表示，2022年8月，受害者開始在大同區的麥當勞分店擔任工讀生。該分店的襄理李柏儒起初態度友善，但後來開始騷擾受害者。甚至利用其排班權力，在餐廳的後區等監視器死角性侵受害者長達約一年，因家庭經濟壓力選擇隱忍，最終罹患憂鬱症。受害者於2024年2月離職   。在朋友的鼓勵下，她於3月初先向士林警分局報案，並在三週後向麥當勞舉發該名主管的惡行。最後調查屬實，將襄理李柏儒解雇。     
11月4日，受害者在告知母親「媽媽我去全家」後失聯，三日後於河中發現其遺體，證實為輕生。
受害者的母親公開了她與該名主管在2024年5月期間的Instagram私訊截圖。在這些訊息中，該名已被解僱的主管詢問受害者需要多少錢才能撤銷性騷擾的申訴，受害者則反問他在性侵時是否想到會有今天，並質問他打算如何談和解。從對話中可以看出，該名主管並未積極否認性侵指控，態度似乎有默認的意味。儘管如此，在接受警方訊問時，該名主管據稱對性侵指控一概否認。

## 事件反應

### 勞動部與司法調查
2024年12月，臺北市政府勞動局接獲民眾陳情後，要求麥當勞於同月27日前提交事件調查報告。最後以違反《性別平等工作法》為由，審酌違反情節所生影響與應受責難程度嚴重、及受處罰者之資力，裁罰新臺幣100萬元。根據《性別平等工作法》，勞動部表示，雇主應立即採取有效糾正措施，不僅對行為人予以懲戒，亦應為受害者提供醫療、心理諮商及法律支援，無論受害者是否仍為在職員工。若雇主未依規定處理，最高可處以100萬元罰鍰，並公布事業單位名稱或負責人姓名。
士林地檢署表示，案件於2024年5月移送檢方，目前持續調查中，檢察官已多次召開會議並調閱證據資料，承諾依法查明真相。
2025年4月7日，士林地檢署裁定李姓主管不起訴。根據檢方說明，調閱監視器畫面、門市內部資料，並傳喚多位證人後，發現受害者與李男曾短暫交往，分手後仍保持聯絡。李男提供的對話紀錄中，雙方互動屬合意關係，並無明確證據顯示違反其意願。受害者生前接受醫療時未提及性侵相關事宜，僅有一位男性友人曾轉述她「疑似被性侵」，但未明確指涉加害人。
台灣高等檢察署評估一審的不起訴處分理由與相關事證，認定偵查不完備，在5月9日將全案發回士林地檢署繼續偵查。

### 社會反應與麥當勞回應
麥當勞2024年12月24日發出聲明，並公布事件處理時序。同年12月27日再度發出道歉聲明，然而，社會輿論批評公司處置不足，未能提供受害者及家人有效的心理支持與賠償，僅解雇行為人不足以平息社會的質疑與憤怒。2025年2月19日麥當勞公開3大作為、事件解惑、給員工的一封信等內容，詳細說明相關性平改善措施與事件處理過程。2025年4月檢方公佈不起訴後，麥當勞發出聲明，表示持續透過管道，對家屬表達關懷，並願意提供必要的協助與支持。
部份民眾出於性侵疑案影響而抵制麥當勞。對該起抵制反感的建國中學學生，則特意張貼前往麥當勞用餐的動態，稱「沒有女權的世界真好」。之後多間學校的學生，也跟著發文支持麥當勞並前往用餐。事件引發部份民眾憤怒，建國中學則發表聲明致歉，稱學生已深刻反省。高雄中學校長莊福泰批評刻意貼文的學生是「智商高的低社會理解」、「只看短文短影音思考的結果。」現代婦女基金會執行秘書吳姿瑩認為，學生把事件窄化為女權並開玩笑，代表學生可能不認為性暴力有錯；勵馨基金會執行長王玥好則對性平教育被誤解為危害男性權利感到遺憾。